# Mjøsa
El Mjøsa és el llac més gran de Noruega, i és un dels més profunds de Noruega i d'Europa. Està situat al sud del país, prop de 100 quilòmetres d'Oslo. Rep les aigües del Gudbrandsdalslågen al nord; i es desaigua pel riu Vorma, al sud. El nom Mjøsa (del nòrdic antic Mjǫrs) ha de ser molt antic. El significat és, potser, "brillant". 

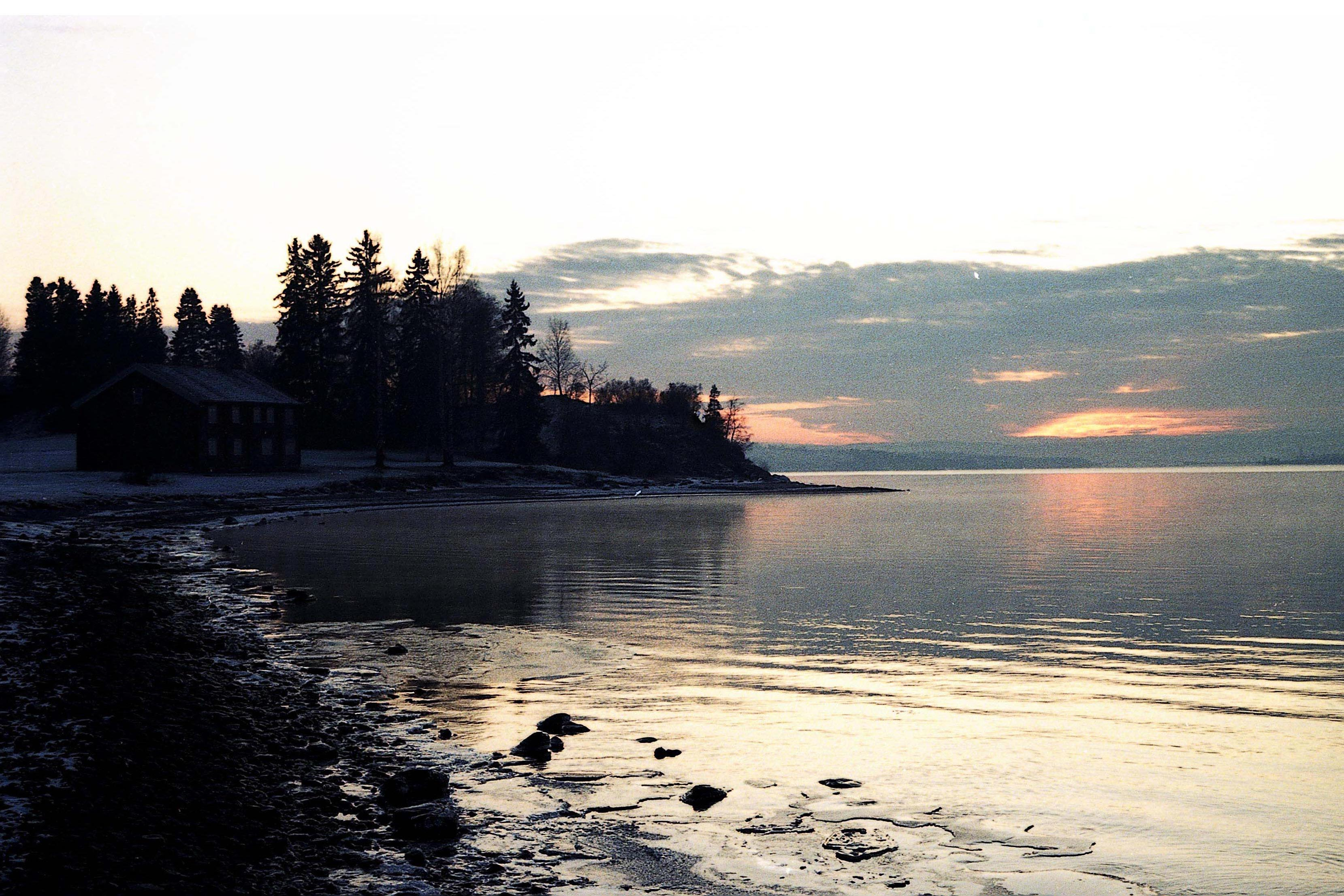
La riba de Geiteryggen mirant cap al sud d'Hamar.

Des del seu punt més meridional a Minnesund (Eidsvoll) al seu punt més septentrional a Lillehammer té 117 quilòmetres de llargada. En el seu punt més ample, prop de Hamar, fa 15 quilòmetres d'amplada. Té una superfície de 362 km² i se li calcula un volum de 56 km³; normalment la seva superfície es troba a 123 msnm i la seva profunditat màxima és de 453 metres. La seva línia costanera total es calcula en 273 km, dels quals un 30% estan construïts. També es van construir embassaments a l'efluent del llac als anys 1858, 1911, 1947 i 1965 i van alçar el nivell 3,6 quilòmetres en total. En els últims dos-cents anys, s'han registrat vint inundacions que van afegir set metres al nivell del Mjøsa. Diverses d'aquestes inundacions van afectar la ciutat d'Hamar.

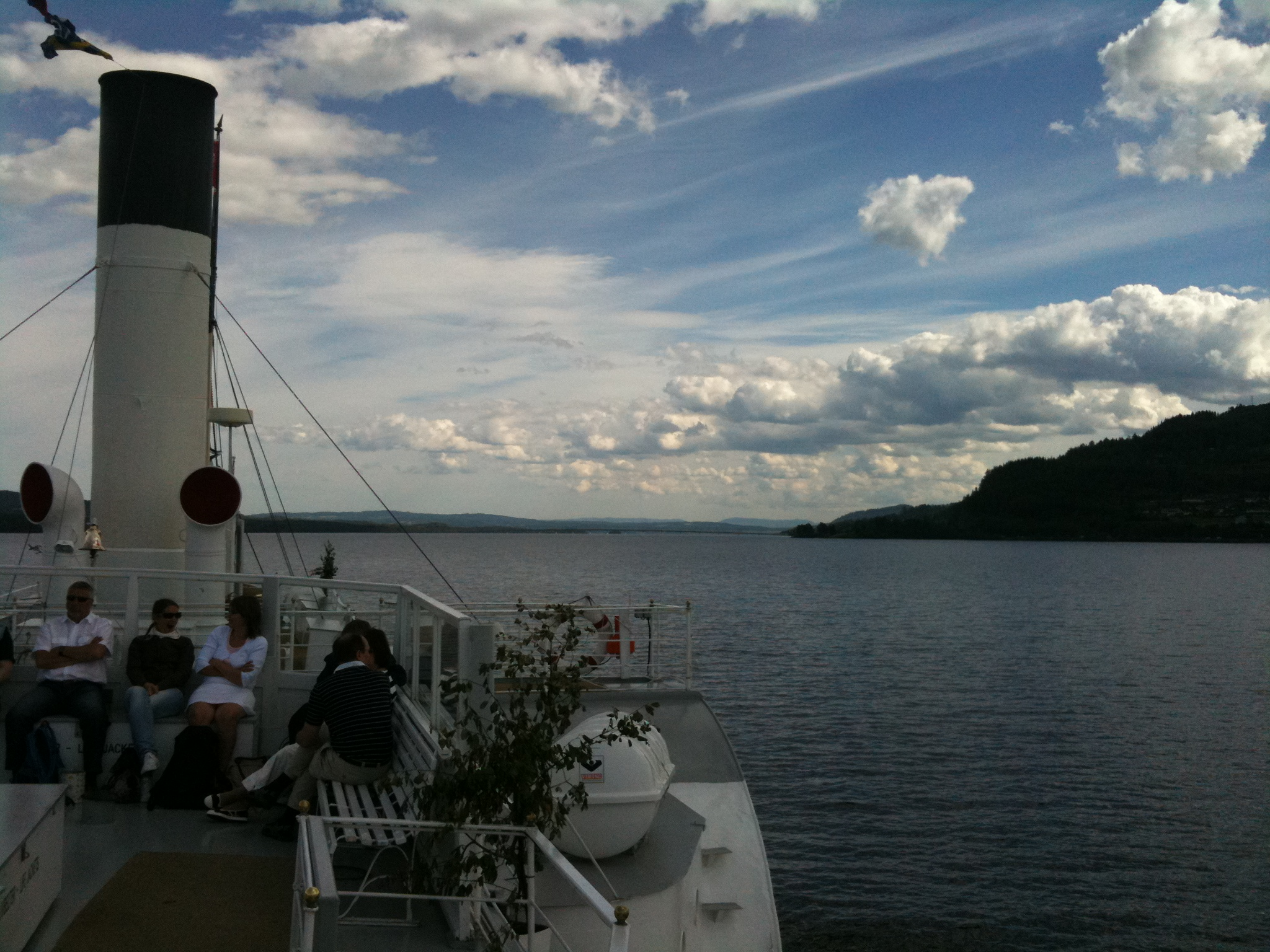
El vaixell Skibladner al llac de Mjøsa.

Les ciutats d'Hamar, Gjøvik i Lillehammer es van fundar al llarg de les costes del llac. Abans de la construcció de ferrocarrils passant pel llac, era una important ruta de transport. Avui, a part d'un petit creuer i el vapor Skibladner, no hi ha trànsit aquàtic al llac. Gran part de les ribes estan dominades per les zones agrícoles, entre elles algunes de les terres cerealístiques de Noruega. La principal línia ferroviària, Doverebanen entre Oslo i Trondheim recorre la seva riba oriental, fent parades a Hamar i Lillehammer. L'única illa és Helgøya, la resta són petits illota. El més interessant d'ells és Steinsholmen, amb les ruïnes d'una ciutat de l'edat mitjana. La ruta europea E06 transcorre al llarg de la riba oriental del llac fins al pont de Mjøsa.
El llac Mjøsa té 20 espècies de peixos. Els més comuns són el lluç, la perca de riu, la madrilleta vera, el tímal i la hundertrout, una truita que pot arribar a pesar més de 20 kg. Una altra espècie comuna és el brou de fusió europea, que és la carnada més important per als depredadors. Històricament, les espècies econòmicament més significatives són el lågsild (cisco europeu).

## Galeria

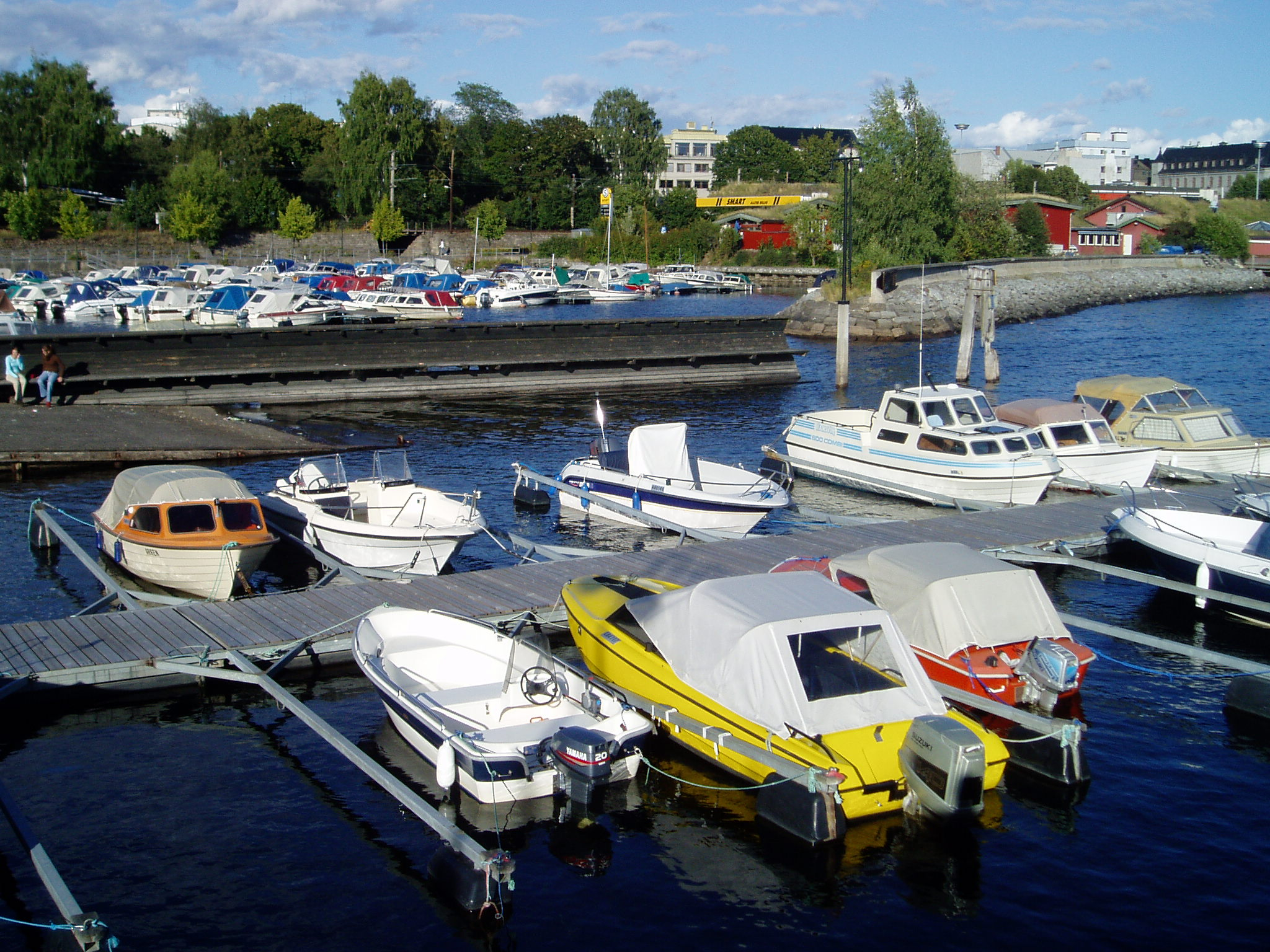
El llac al port de Hamar
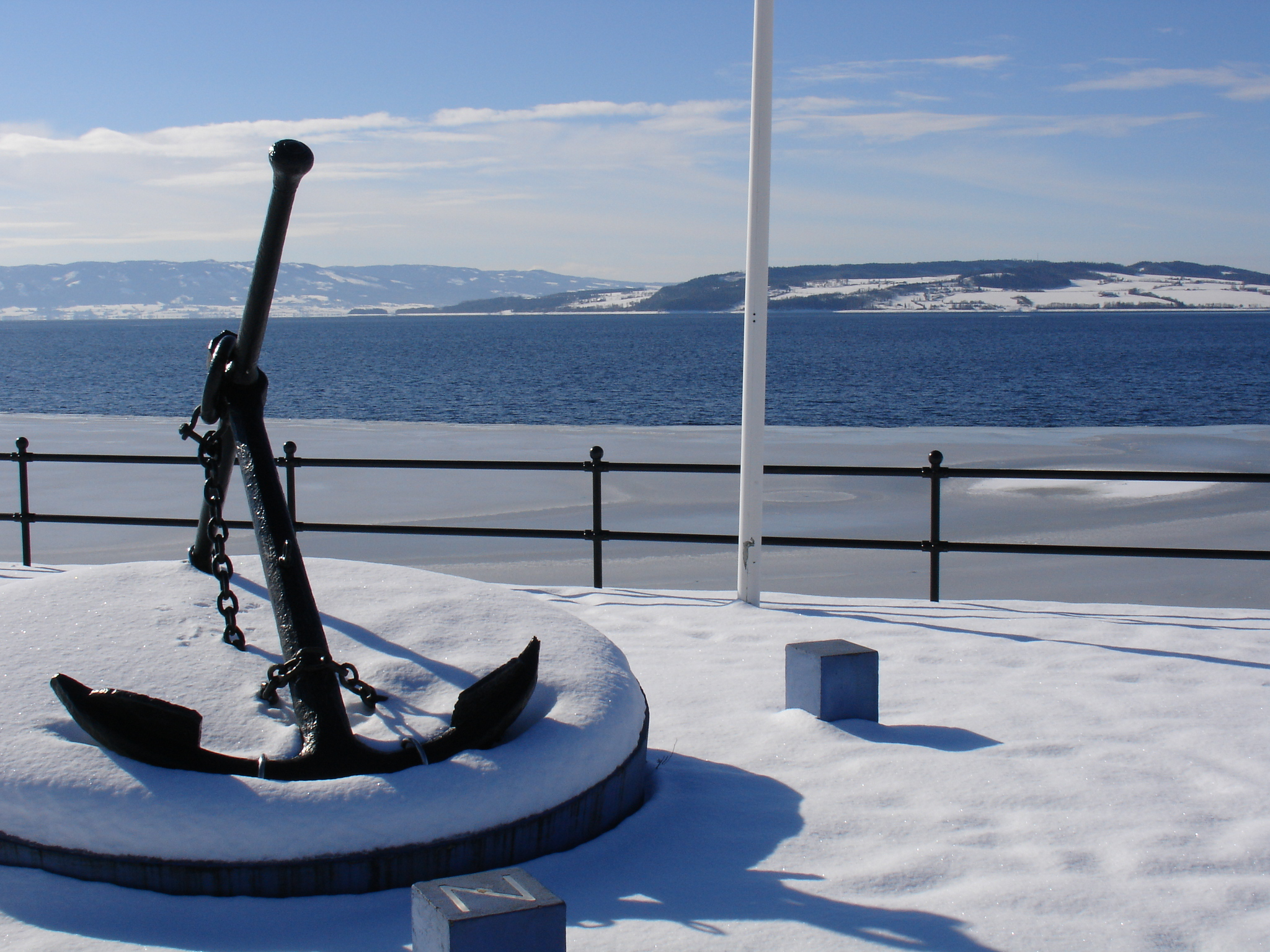
Mjøsa des d'Hamar